# Giovanni Battista Millelire
Giovanni Battista Millelire (La Maddalena, 11 novembre 1803 – Genova, 29 dicembre 1891) è stato un militare italiano, contrammiraglio della Regia Armata Sarda.

## Biografia

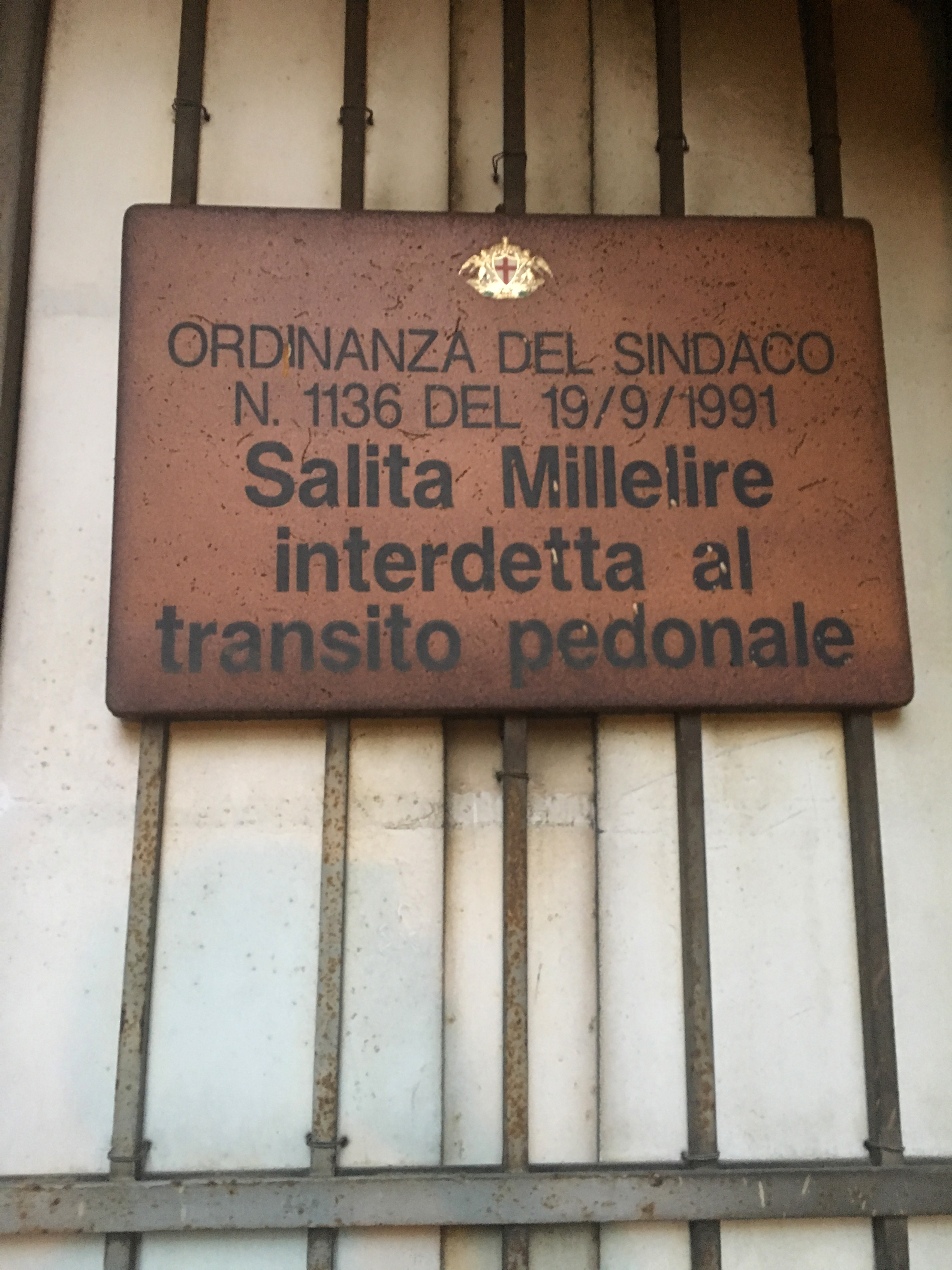
La via intestata a Millelire è stata chiusa al transito nel settembre 1991; il progetto esecutivo di riapertura al pubblico è stato approvato nel 2024

Nato nel 1802 o nel 1803 sull'isola della Maddalena sotto il Regno di Sardegna, fu tra i primi allievi della Scuola di marina di Genova, fondata nel 1816 dall'ammiraglio des Geneys. Ne uscì nel 1820 e ottenne il grado di sottotenente di vascello.
Il 25 ottobre 1825, comandando una delle scialuppe della fregata Maria Cristina, combatté nella vittoriosa battaglia navale di Tripoli e per il valore dimostrato fu insignito dell'onorificenza di cavaliere dell'Ordine dei Santi Maurizio e Lazzaro, oltre a ricevere la promozione a tenente di vascello.
Fece carriera militare comandando varie navi in numerose missioni contro la pirateria, di guerra, diplomatiche e di difesa dei diritti commerciali della marina sabauda. Nel 1833 divenne comandante del brigantino Zeffiro come capitano di corvetta, poi, come capitano di fregata, comandò la corvetta Aquila in Levante, nel Mediterraneo e nel Baltico, e fu insignito in Grecia della Croce d'Oro dell'Ordine del Salvatore.
Promosso a capitano di vascello, verso la fine del 1843 si trovava sulle coste di Algeri al comando della fregata Beroldo quando scoppiò un incendio nei magazzini francesi sulla costa. Intervenne coi suoi marinai per salvarli, e per l'opera prestata fu nominato ufficiale della legion d'onore da Luigi Filippo di Francia. Nel 1845 fu inviato a Trieste dal principe Eugenio di Savoia Carignano, e nel 1848 partecipò alla prima guerra d'indipendenza italiana al comando della fregata ammiraglia San Michele.
Concluse la carriera come contrammiraglio negli anni '50 del XIX secolo, dopo aver servito quattro re (Vittorio Emanuele I, Carlo Felice, Carlo Alberto, Vittorio Emanuele II), e ricevette poi dal quinto, Umberto I, una medaglia per i servizi resi. Dal 1849 fu nominato comandante del porto di Genova, su incarico del principe Eugenio di Savoia Carignano.
Morì a Genova il 29 dicembre del 1891, ove fu sepolto nel cimitero monumentale di Staglieno, alla tomba 319 del Boschetto Irregolare del Pontatto.
A Genova venne a lui intitolata Salita G.B. Millelire, antica crêuza che collega la val Polcevera alla collina di Belvedere precedentemente intitolata a Ugo Foscolo, al quale è dedicata un'altra via nel centro della città. La via è stata interdetta al transito nel settembre 1991 per motivi di sicurezza, mentre il progetto esecutivo di riapertura al pubblico è stato approvato nel 2024.